# Striatosedulia pluvisilvatica
Striatosedulia pluvisilvatica is een rechtvleugelig insect uit de familie veldsprinkhanen (Acrididae). De wetenschappelijke naam van deze soort is voor het eerst geldig gepubliceerd in 1989 door Ingrisch.